# Desalinhado (RTP)
Desalinhado é um bloco da RTP2. O bloco transmite séries de ficção, magazines de ciência, cultura, moda, arte, reportagens, documentários de jovens e desenhos animados. Tudo isto, destinado aos adolescentes e aos adultos mais jovens.

## Programas de TV

### Séries de Ficção
- Academia de dança
- Nina
- O Bairro
- Pais desesperados
- Uma aldeia francesa

### Documentários
- B.I.

- Estudar em Juilliard
- Quebra-Cabeças
- República do saber

### Magazines
- Vamos à descoberta
- Wru?

### Desenhos Animados
- Gunsmith Cats (2004-2005)
- Samurai Jack
- O Pato (19 de Março de 2007)
- Cuidado com o Batman
- Mad (série de televisão)  (2011-Outubro de 2014)